# Música da Indonésia

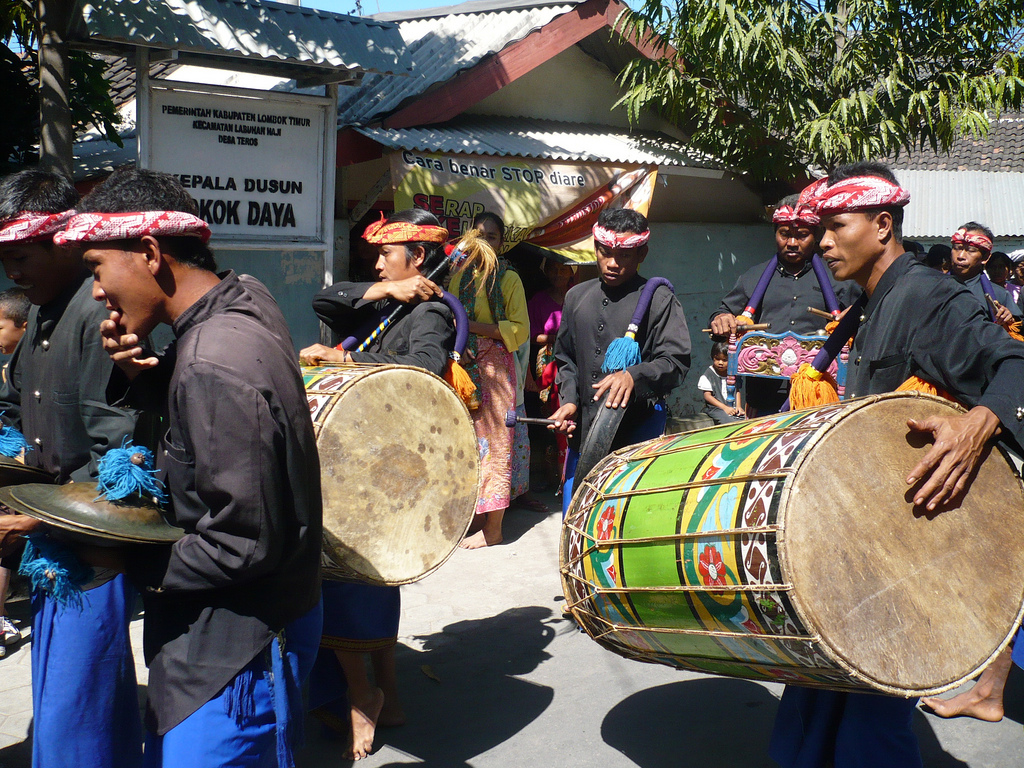
Músicos Sasak se apresentando em Lomboque em 2008.

A música da Indonésia sofre influências das culturas ao redor desta região (chinesa, indiana e islâmica) e também europeia, mas conseguiu manter uma considerável dose de individualidade.
Entre os séculos II e XII, o hinduísmo influenciou fortemente a poesia e o teatro indonésios, e por consequência a música também, uma vez que esta última forma de arte era intrinsecamente ligada às outras duas. A música árabe deixou sua marca nas variações locais do fiddle, que são derivadas do rabab.
A música está presente na vida dos indonésios inclusive em atividades não-musicais, como na agricultura. Sistemas de irrigação com bambu e ferramentas usadas no cultivo do arroz são feitos de modo que seu uso produza notas exatas num ritmo que produz manifestações musicais.
A música tradicional indonésia se utiliza de duas escalas principais: a pelog e a slendro.  A pelog é a mais antiga e divide a oitava em sete notas separadas por intervalos desiguais. Essas notas são usadas para criar escalas de cinco notas que serão aplicadas nas composições. A pelog é comumente associada à voz feminina e à melancolia, sendo usada nas narrativas dos grandes ciclos lendários e no gamelão - considerada a mais importante manifestação musical do país.
A escala slendro, por sua vez, é associada à voz masculina e considerada mais exaltada, sendo usada tanto no gamelão quanto no teatro wayang. Ela divide a oitava em cinco notas separadas por intervalos iguais, sendo estas usadas para criar escalas de, também, cinco notas. Acredita-se que não tenha sido largamente difundida antes do século VIII. Diz a tradição que a escala foi inventada por uma divindade a pedido de Shiva.